# Codename Eagle
Codename Eagle – trójwymiarowa, przygodowa gra akcji.
Fabuła gry toczy się w alternatywnym okresie historii świata (gdzie pierwsza wojna światowa nigdy się nie zdarzyła) i opowiada o początkach dwudziestowiecznego Imperium Rosyjskiego. Tłem gry są rozległe, trójwymiarowe przestrzenie od ośnieżonych pustkowi Piotrogrodu po wybrzeża Oceanu Atlantyckiego oraz wnętrza domów, budynków, podziemnych bunkrów, grot i kopalń. Gra zawiera 12 misji, podczas których gracz może korzystać z mnóstwa pojazdów lądowych i morskich oraz pojazdów latających (m.in. motor, samolot, ciężarówka, łódka, bombowiec, pojazd opancerzony itp.) Można również zasiąść z potężnym działem aby ostrzelać z niego przeciwnika lub zniszczyć pojazdy i samoloty wroga.